# Nogueira (Vila Real)
Pour les articles homonymes, voir Nogueira.
Nogueira est une localité de la commune portugaise de Vila Real.

## Histoire
À la suite de la réorganisation administrative dictée par la loi n° 22/2012, son territoire a été annexé à celui de la paroisse voisine d'Ermida sous le  nom officiel d'União das Freguesias de Nogueira et Ermida. Ainsi, Nogueira a disparu comme nom officiel de paroisse.